# Ervand Abrahamian
Ervand Abrahamian, född 1940, är historiker inriktad på Mellanösterns och i synnerhet Irans historia. 
Han är av Iransk-armeniskt ursprung, född i Iran och uppvuxen i England. Han fick sin masterexamen vid Oxford University och sin doktorsexamen vid Columbia University. Han undervisar vid City University of New York där han är professor i historia. Han har undervisat vid Princeton University, New York University och Oxford University. Abrahamian valdes till medlem av American Academy of Arts and Sciences  2010.

## Publikationer
- Iran Between Two Revolutions (1982),
- The Iranian Mojahedin (1989),
- Khomeinism (1993),
- Tortured Confessions (1999),
- Inventing the Axis of Evil
- A History of Modern Iran (2008).
- The Coup: 1953, The CIA and the Roots of Modern U.S.-Iranian Relations (2013).